# Приключения Тома Сойера (фильм, 1938)
«Приключения Тома Сойера» (англ. The Adventures of Tom Sawyer) — американский цветной детский приключенческий фильм 1938 года, снятый по одноимённой повести Марка Твена. Первая цветная экранизация данной книги.

## Сюжет
В фильме показаны основные приключения из оригинальной повести: побелка Томом забора; сплав Тома и Гека на плоту по Миссисипи; посещение ими собственных похорон; суд над Маффом Поттером; блуждания Тома и Бекки в пещере, где им пришлось столкнуться с прячущимся там хладнокровным убийцей Индейцем Джо.
Ср. Приключения Тома Сойера: Сюжет

## В ролях
- Томми Келли[англ.] — Том Сойер
- Джеки Моран[англ.] — Гекльберри Финн
- Энн Гиллис — Бекки Тэтчер
- Мэй Робсон — тётя Полли
- Уолтер Бреннан — пьяница Мафф Поттер
- Виктор Джори — Индеец Джо
- Дэвид Холт — Сид Сойер
- Марша Мэй Джонс — Мэри Сойер
- Виктор Килиан — шериф
- Нана Брайант — мать Бекки Тэтчер
- Чарльз Ричмен[англ.] — отец Бекки Тэтчер
- Олин Хоуленд — мистер Доббинс, школьный учитель
- Дональд Мик[англ.] — суперинтендант воскресной школы
- Микки Рентхлер — Джо Гарпер
- Маргарет Хэмилтон — мать Джо Гарпера
- Кора Сью Коллинс — Эми Лоренс
- Филип Хёрлик[англ.] — Маленький Джим

В титрах не указаны
- Фрэнк Макглинн[англ.] — священник
- Роланд Дрю[англ.] — доктор Робинсон
- Спринг Байинтон — вдова Дуглас
- Эрвилл Алдерсон[англ.] — окружной прокурор
- Артур Эйлсуорт[англ.] — адвокат
- Эдвард Лесейнт[англ.] — коронер
- Фрэнк Дариен[англ.] — хозяин магазинчика
- Маргарет Керри — школьница
- Джин Портер — Полин, школьница
- Лон Маккаллистер — школьник
- Боб Маккензи[англ.] — River Authority
- Гарри Майерс — разгневанный прихожанин
- Фрэнк О’Коннор[англ.] — отец Джо Гарпера

## Производство
Данный фильм является четвёртой экранизацией приключений Тома Сойера (предыдущие были в 1907, 1917 и 1930 годах) и первой, выполненной в цвете (редкость для того времени).
Первоначально режиссёром фильма был утверждён Генри Кондмен Поттер, который начал снимать фильм в чёрно-белом цвете. Однако вскоре после начала работы он был заменён Норманом Таурогом, а отснятый им чёрно-белый материал — забракован. Также вспомогательными режиссёрами ленты числятся Джордж Кьюкор и Уильям Уэллман, которые сняли по паре сцен, но оба они в титрах не указаны.
Картина отличается оригинальной операторской работой. Из-за тогдашней цветопередачи цветной плёнки очень много споров возникло между оператором Джеймсом Вонгом Хоу и его партнёром из «The Technicolor Company» Уилфредом М. Клайном по поводу того, какого цвета должна быть одежда актёров. Клайн хотел использовать яркие цвета, в то время как Хоу настаивал на подавленных земных тонах. Их ссора растянулась на неделю, после чего Хоу настоял на своём и в результате «The Technicolor Company» запретила Хоу на целых десять лет работать с цветной плёнкой. 
Сцена истерики Бекки в конце фильма в пещере была сильно урезана после предварительных тест-показов, где очень многие зрители сочли её неподобающей для фильма, предназначенного для семейного просмотра — по их мнению, истерика Энн Гиллис в этой сцене была больше характерна для взрослой женщины, чем для девочки. Продюсер Дэвид Селзник вынужден был подчиниться и вырезать часть кадров «с сожалением», потому что считал это одной из сильных сцен фильма.
Съёмки проходили на берегах водохранилищ Большое Медвежье и Малибу, на кино-ранчо Paramount в поселении Агура. В качестве декораций домашних помещений (кухни, гостиные, спальни) использовались переработанные декорации, оставшиеся после съёмок «Звезда родилась» (1937). Протя́жные съёмки Миссисипи в этом фильме, в свою очередь, позднее были использованы в мюзикле «Плавучий театр» (1951).
При бюджете в 1,5 миллиона долларов фильм собрал в прокате лишь 1,198 миллионов.

## Выход, критика
Премьера фильма состоялась 17 февраля 1938 года в Нью-Йорке. Дистрибьютером выступила компания United Artists. В том же году лента была показана в кинотеатрах Великобритании, Австралии, Франции, Мексики, Аргентины, Бразилии, Нидерландов, Швеции, Португалии, Норвегии, Финляндии и Бельгии.
- Б. Р. Крайслер, The New York Times. «Томми Келли[англ.] — чудо кастинга… Фильм — одна из лучших картин года, однако здесь присутствуют и сцены дешёвой и очевидной буффонады… Советую Дэвиду Селзнику заняться „Унесёнными ветром“, пока мы не начали кидаться помидорами.»
- Variety. «Селзник не сделал никакого финансового прорыва… В целом, фильм верен книге, однако диалоги написаны специально для экрана.»[5]
- The Film Daily[англ.]. «Это триумф для всех заинтересованных сторон.»[6]
- Джон Мошер, The New Yorker. «Келли[англ.] и Гиллис хороши и похожи на персонажей Твена… Сценарий Уивера отличный.»[7]
- Time Out. «Необычайно красиво снятый фильм, изысканная цветная операторская работа Вонга Хоу… Есть затянутые моменты, но зрителя действительно захватывает чувство ленивого лета на Миссисипи и дух книги… Джори в роли Индейца Джо злодейски великолепен.»[8]
- TV Guide. «Живая постановка с быстрым темпом, леденящей кульминацией и удивительным количеством остроумия.»[9]

## Награды и номинации
- 1938 — «Кубок Фашистской партии» на Венецианском кинофестивале в категории «Лучший иностранный фильм» — победа.
- 1938 — «Кубок Муссолини» на Венецианском кинофестивале в категории «Лучший иностранный фильм» — номинация.
- 1939 — «Оскар» в категории «Лучшая работа художника-постановщика» — номинация.